# Downpatrick
Downpatrick is de hoofdplaats van het Noord-Ierse graafschap County Down en het gelijknamige district. De plaats telt 10.316 inwoners. Van de bevolking is 11,9% protestant en 86,8% katholiek.

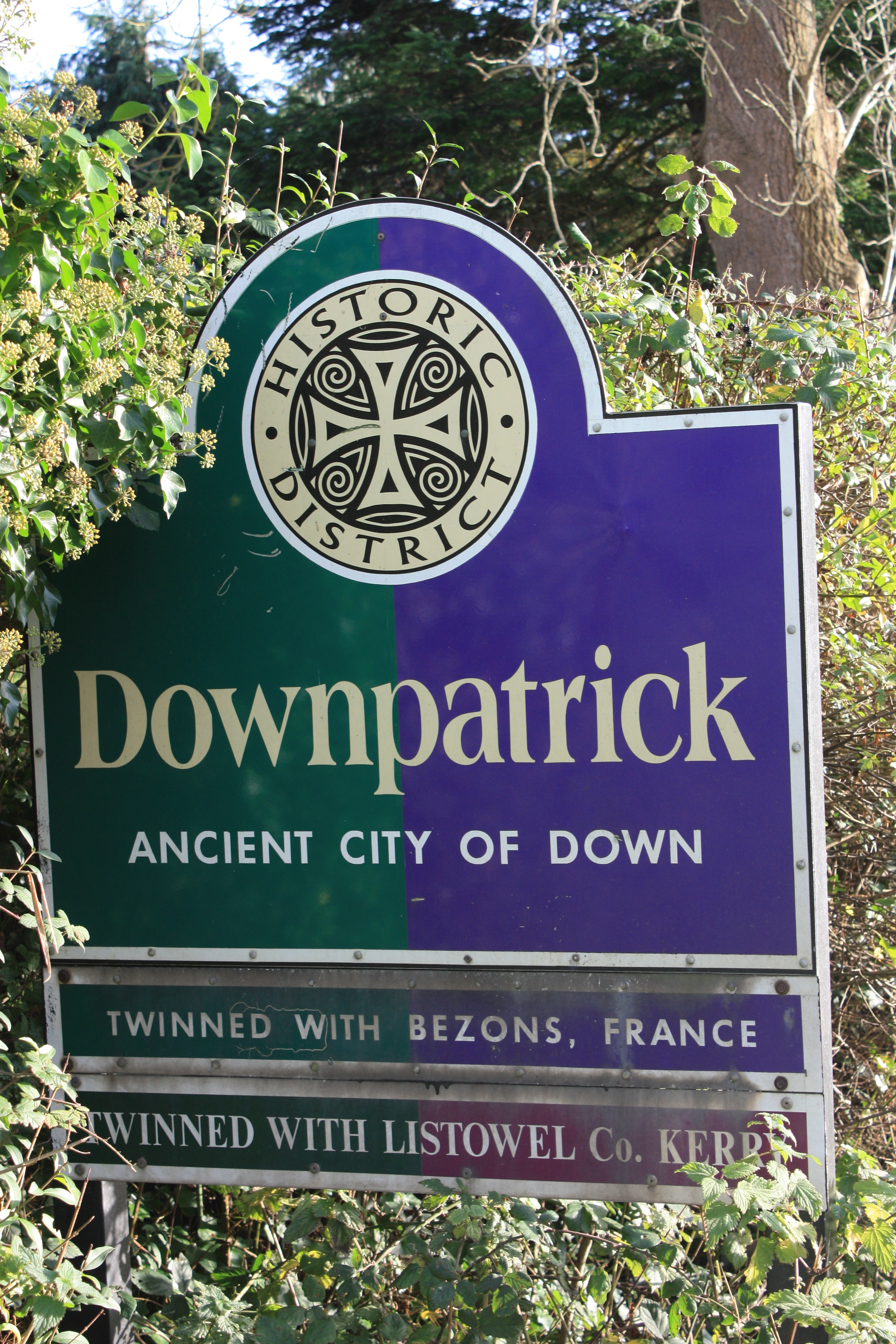
Downpatrick

## Geboren
- David Healy, voetballer

Ballyhalbert · Ballywalter · Banbridge · Bryansford · Carryduff · Castlewellan · Comber · Crawfordsburn · Donaghadee · Downpatrick · Dromara · Dundonald · Gilnahirk · Gransha · Greyabbey · Holywood · Helen's Bay · Kilkeel · Lisburn · Newry (oost) · Newtownards · Seahill · Warrenpoint